# Ignacy Stanisław Czyżewski
Ignacy Stanisław Czyżewski (ur. 12 maja 1753 w Kaliszu, zm. 11 grudnia 1823) – duchowny rzymskokatolicki, jezuita, biskup diecezjalny sejneński w latach 1820–1823.

## Życiorys
Urodził się 12 maja 1753 w Kaliszu. Święcenia prezbiteratu otrzymał 26 sierpnia 1767 w Krakowie w zakonie jezuitów. Po kasacie zakonu należał do duchowieństwa diecezji kujawsko-pomorskiej, a następnie warszawskiej. Działał w Komisji Edukacji Narodowej. Zajmował stanowisko regensa kancelarii biskupa Józefa Ignacego Rybińskiego. Pracował jako proboszcz w Rokitnie i Wolborzu. Pełnił funkcję sędziego prosynodalnego. W 1787 został kanonikiem włocławskim, a w 1807 kanonikiem warszawskim. W latach 1807–1809 zarządzał diecezją kujawsko-pomorską. W 1812 jako scholastyk kapituły warszawskiej przystąpił do Konfederacji Generalnej Królestwa Polskiego.
19 maja 1820 został prekonizowany biskupem diecezjalnym diecezji sejneńskiej. Święcenia biskupie otrzymał 6 sierpnia 1820 w kościele Wizytek w Warszawie. Konsekrował go Adam Michał Prażmowski, biskup diecezjalny płocki, w asyście Feliksa Łukasza Lewińskiego, biskupa diecezjalnego podlaskiego, i Józefa Marcelego Dzięcielskiego, biskupa pomocniczego kujawsko-kaliskiego. Ingres odbył 10 sierpnia 1823. Urządził siedzibę biskupią w Sejnach, ustanowił pierwszą kapitułę katedralną i wyposażył kościół katedralny, mimo to nie rezydował w diecezji. W 1820 został senatorem duchownym Królestwa Polskiego (kongresowego).
Zmarł 11 grudnia 1823. Został pochowany w podziemiach archikatedry św. Jana Chrzciciela w Warszawie.